# Ricardo Gondim
Ricardo Gondim Rodrigues (Fortaleza, 14 de janeiro de 1954) é um teólogo protestante e escritor brasileiro. É presidente da denominação evangélica pentecostal Igreja Betesda.

## Biografia
Ricardo Gondim é filho de Erodoto J. Rodrigues e Glícia Maria Gondim. Casado com a pastora, terapeuta e escritora Silvia Geruza F. Rodrigues desde 11 de junho de 1977, tem três filhos: Carolina, Cynthia e Pedro.  Seu pai era militar da Força Aérea Brasileira, expulso, preso e torturado pela ditadura militar.
Gondim nasceu em uma família profundamente católica, e lendo a Bíblia decidiu deixar o catolicismo. Ingressou na Igreja Presbiteriana Central de Fortaleza, onde se tornou atuante. Após receber o batismo com o Espírito Santo, foi convidado a deixar a denominação e tornou-se membro da Assembleia de Deus.
Graduou-se em Teologia pelo Gênesis Training Center, da Califórnia, em 1977, em Administração de Empresas pela Universidade Estadual do Ceará, em 1980, e Mestre em Ciências da Religião pela Universidade Metodista de São Paulo, em 2009, orientado pelo Dr. Jung Mo Sung.
Ao retornar dos Estados Unidos, Ricardo começou a trabalhar como evangelista das Assembleias de Deus em congregações pelo Ceará. Logo passou a fazer parte da Cruzada Boas Novas liderada pelo missionário Bernhard Johnson Jr., ajudando na organização de cruzadas em várias partes do país e como intérprete de pregadores norte-americanos. Ao voltarem aos Estados Unidos, para continuar os estudos, Gondim começou a pregar em igrejas por vários estados norte-americanos. Regressando ao país, ia continuar trabalhando com o missionário Johnson, mas foi convidado a assumir a missão Betesda.
A igreja havia sido fundada em 18 de março de 1981, pelo pastor Ademir Siqueira Gonçalves, então da Assembleia de Deus do Templo Central de Fortaleza, em uma casa alugada no bairro Aldeota, como Centro Evangélico Missão Betesda. Em pouco tempo a nova igreja se juntou ao Ministério da Bela Vista e se tornou Igreja Evangélica Assembleia de Deus da Aldeota. Com a morte do pastor Ademir em acidente automobilístico, pastor Ricardo Gondim assumiu a igreja em março de 1982, aos 28 anos. Dois anos depois, a igreja passou a se chamar Assembleia de Deus Betesda.
Em janeiro de 1991, a família de pastor Ricardo e mais outra foram enviados para fundar a igreja em São Paulo, primeiro com reuniões no apartamento de Gondim e depois em um salão de hotel. A Assembleia de Deus Betesda em São Paulo foi inaugurada em 14 de março de 1991. A partir de 1993, Gondim e a Betesda deixaram de fazer parte da Convenção Geral das Assembleias de Deus no Brasil, tornando-se independentes e deixando costumes e liturgia da denominação. Ao longo dos anos, a Betesda cresceu, constituindo um ministério nacional presidido por Gondim, com um colegiado de pastores e pastoras, chegando em 1998 a mais de setenta igrejas e missionários no país e exterior. Contudo, em 2007, vários pastores e igrejas haviam rompido com Gondim e sua Betesda devido a sua teologia. Logo a Betesda deixou de ser uma Assembleia de Deus, tornando-se uma comunidade independente e em 2013 contava com nove igrejas no Brasil e uma missão em Moçambique. Em 2019, a Betesda contava com oito igrejas no país.
Prolífico escritor, Gondim recebeu o Prêmio Areté, da Associação de Editores Cristãos, em 2004 e 2009. Escreveu para jornais e revistas evangélicas, apresentou programas de rádio e presidiu o Instituto Cristão de Estudos Contemporâneos (ICEC).
Por suas posições tanto teológicas quanto políticas ao longo dos anos, rompendo com o fundamentalismo, encontra uma forte manifestação de denúncia, sendo apontado como herege e apóstata. Gondim defendeu o que chamou de Teologia Relacional, expressando suas dúvidas e crenças, iniciando com inquietações sobre o que é Deus diante das tragédias. Apesar de ser acusado de adepto do teísmo aberto, Gondim negou que o fosse, criticando-o tanto quanto a teologia calvinista. Em 2012, anunciou estar deixando o Movimento Evangélico. Em 2022, declarou se arrepender de já ter pregado contra a homossexualidade, anunciando que sua igreja seria aberta ao público LGBT. A medida tornava a Betesda uma igreja pentecostal afirmativa, ainda que não fosse uma "igreja gay", com a maioria de pastores e membros LGBT. Isso acarretou perda de fiéis e dívidas. Foi reconhecido como uma liderança religiosa progressista contrária ao bolsonarismo. Fez parte do grupo Fraternidade do Evangelho, criado em 2021, como um manifesto de lideranças cristãs em defesa de democracia em oposições a declarações do presidente Jair Bolsonaro, e assinando nota a favor de Lula no segundo turno em 2022.

## Obras
Entre os livros de Ricardo Gondim, estão:
- Fim de Milênio: os Perigos e Desafios da Pós-Modernidade na Igreja (1996) ISBN 8585931310
- É Proibido: o que a Bíblia Permite e a Igreja Proíbe (1998) ISBN 85-7325-181-6
- Orgulho De Ser Evangélico (2000) ISBN 85-86539-31-7
- Artesãos de uma Nova História (2001)  ISBN  8573521422
- Como Vencer a Inconstância (2004) ISBN 8573677686
- Do púlpito 5 (2006) ISBN 85-871-4405-7
- O Que os Evangélicos (Não) Falam (2006) ISBN 85-86539-92-9
- Eu Creio, Mas Tenho Dúvidas (2007) ISBN 978-85-7779-011-1
- Sem perder a alma (2008) ISBN 9788578450038
- Direto ao ponto (2009) ISBN 9788562562006
- Missão Integral: em busca de uma identidade evangélica (2009) ISBN 9788586671661
- Deus imerso no sofrimento humano (2010) ISBN 9788562562013
- Pensando fora da caixa (2010) ISBN 9788563607195
- Possibilidades para a Fé Cristã (2011) ISBN 9788563607553
- Não Desperdice sua Vida (2012) ISBN 9788562562037
- Pra começo de conversa (2012) ISBN 9788562562068
- O imperativo de viver (2017) ISBN 9788593349317
- Contos e versos (2019) ISBN 9788593349225
- Por uma espiritualidade viva (2020) ISBN 9788593349201
- Teopoética (2021) ISBN 9788553107940